# Alberto Valentim
Alberto Valentim, de son nom complet Alberto Valentim do Carmo Neto est un footballeur brésilien né le 22 mars 1975 à Oliveira, au Brésil. Il jouait au poste de milieu de terrain ou de latéral droit reconverti entraîneur.

## Palmarès

### Palmarès de joueur
Inter de Limeira
- Campeonato Paulista Série A2: 1996

 São Paulo
- Campeonato Paulista : 1998

 Atlético Paranaense
- Campeonato Paranaense : : 2009

### Palmarès d'entraîneur
Athletico Paranaense
- Copa Sudamericana : 2021

 Botafogo
- Campeonato Carioca : 2018

 Cuiabá EC
- Campeonato Mato-Grossense : 2021